# Mestanza
Mestanza é um município da Espanha na província de Ciudad Real, comunidade autónoma de Castilla-La Mancha, de área 370 km² com população de 821 habitantes (2007) e densidade populacional de 2,24 hab/km².

## Demografia
| Variação demográfica do município entre 1991 e 2004 | Variação demográfica do município entre 1991 e 2004 | Variação demográfica do município entre 1991 e 2004 | Variação demográfica do município entre 1991 e 2004 |
| --------------------------------------------------- | --------------------------------------------------- | --------------------------------------------------- | --------------------------------------------------- |
| 1991                                                | 1996                                                | 2001                                                | 2004                                                |
| 1094                                                | 1003                                                | 865                                                 | 830                                                 |